# 浅井茂猪
浅井 茂猪（あさい しげい、1889年（明治22年）1月4日 – 1956年（昭和31年）5月22日）は、日本の衆議院議員（立憲政友会）。ジャーナリスト。

## 経歴
高知県安芸郡羽根村（現在の室戸市）出身。高知県立第一中学校を卒業し、小学校に勤務した。その後、早稲田大学に入り、1917年（大正6年）に政治経済科を卒業した。『土陽新聞』記者となり、シベリア出兵に従軍記者として派遣された。その後、土陽新聞社社長に就任した。また高知市会議員、同参事会員、高知県会議員、同副議長に選出された。
1938年（昭和13年）、衆議院議員に補欠当選を果たした。
その他、高知県書籍雑誌商組合長、高知木工工芸学校長などを務めた。